# China Strike Force
Pour plus de détails, voir Fiche technique et Distribution.
China Strike Force est un film hong-kongais réalisé par Stanley Tong, sorti le 21 décembre 2000.

## Synopsis
Lors d'une soirée, un homme est assassiné sous les yeux de Darren et Alex, deux jeunes membres des forces spéciales de la police de Shanghai. L'enquête les conduit chez le très puissant Oncle Ma. Malgré les pressions de leur hiérarchie, les deux hommes décident de faire la lumière sur cette affaire. Tony Lau, le redoutable bras droit d'Oncle Ma, est impliqué dans ce crime. Il semble vouloir s'affranchir de son employeur pour monter un trafic de drogue avec Coolio, un Américain peu scrupuleux. Une mystérieuse jeune femme rôde et personne ne sait vraiment dans quel camp elle se trouve. Pour les deux agents spéciaux, la traque va rapidement devenir extrêmement dangereuse.

## Fiche technique
- Titre : China Strike Force
- Titre original : 雷霆戰警 (Lei ting zhan jing)
- Réalisation : Stanley Tong
- Scénario : Stanley Tong et Steven Whitney
- Production : André E. Morgan, Stanley Tong et Barbie Tung
- Musique : Nathan Wang
- Photographie : Jeffrey C. Mygatt
- Montage : Pietro Cecchini
- Pays d'origine : Hong Kong
- Format : Couleurs - 2,35:1 - Dolby Digital - 35 mm
- Genre : Action
- Durée : 103 minutes
- Dates de sortie : 21 décembre 2000 (Hong Kong), 10 juillet 2002 (France)

## Distribution
- Aaron Kwok : Darren Tong
- Norika Fujiwara : Norika
- Coolio : Coolio
- Mark Dacascos (VF : Jean-Philippe Puymartin) : Tony Lau
- Lee-Hom Wang : Alex Cheung
- Ruby Lin : Ruby Lin
- Siu-Ming Lau : Oncle Ma
- Ken Lo : Ken
- Jennifer Lin : Jennifer
- Jeung Yuen : Lee
- Paul Chiang : Sheriff Lin

## Récompenses
- Nominations pour le prix du meilleur acteur (Lee-Hom Wang), meilleures chorégraphies (Stanley Tong) et meilleurs effets sonores, lors des Hong Kong Film Awards 2001.